# Ronde van Italië 2022/Eerste etappe
De eerste etappe van de Ronde van Italië 2022 werd verreden op vrijdag 6 mei van Boedapest naar Visegrád. Het betrof een vlakke etappe over 195 kilometer. De etappe werd gekleurd door twee vluchters van Drone Hopper-Androni Giocattoli, Mattia Bais en Filippo Tagliani die samen in de aanval gingen en een maximale voorsprong van ruim elf minuten kregen van het peloton. Zij werden echter ruim voor de slotklim teruggepakt, waarna de strijd om het roze op de slotklim kon losbarsten.
De eerste aanval op de slotklim was van Lawrence Naesen, gevolgd door een poging van Lennard Kämna. Uiteindelijk werd ook de Duitser teruggepakt terwijl een kleine groep ging sprinten om de etappe én het roze. De sprint werd vroeg gestart door een aanvalspoging van Wilco Kelderman, maar uiteindelijk ging Biniam Girmay met Mathieu van der Poel in zijn wiel de sprint aan. Caleb Ewan volgde Girmay, maar ging onderuit toen hij het achterwiel van de Eritrëer raakte. Van der Poel kwam over Girmay heen en won de etappe. Van de klassementsrenners pakten Richard Carapaz en Wilco Kelderman vier seconden op de concurrentie.

## Uitslagen
| Boedapest – Visegrád (195,0 km) |                          |                                    |          |
| Plaats                          | Naam                     | Ploeg                              | Tijd     |
| 1                               | Mathieu van der Poel     | Alpecin-Fenix                      | 4u35'28" |
| 2                               | Biniam Girmay            | Intermarché-Wanty-Gobert Matériaux | z.t.     |
| 3                               | Peio Bilbao              | Bahrain Victorious                 | z.t.     |
| 4                               | Magnus Cort              | EF Education-EasyPost              | z.t.     |
| 5                               | Wilco Kelderman          | BORA-hansgrohe                     | z.t.     |
| 6                               | Richard Carapaz          | INEOS Grenadiers                   | z.t.     |
| 7                               | Bauke Mollema            | Trek-Segafredo                     | z.t.     |
| 8                               | Diego Ulissi             | UAE Team Emirates                  | z.t.     |
| 9                               | Andrea Vendrame          | AG2R-Citroën                       | + 4"     |
| 10                              | Mattias Skjelmose Jensen | Trek-Segafredo                     | z.t.     |
|                                 |                          |                                    |          |
| 17                              | Mauri Vansevenant        | Quick Step-Alpha Vinyl             | z.t.     |

| Algemeen klassement |                          |                                    |          |
| Plaats              | Naam                     | Ploeg                              | Tijd     |
| Roze trui           | Mathieu van der Poel     | Alpecin-Fenix                      | 4u35'18" |
| 2                   | Biniam Girmay            | Intermarché-Wanty-Gobert Matériaux | + 4"     |
| 3                   | Peio Bilbao              | Bahrain Victorious                 | + 6"     |
| 4                   | Magnus Cort              | EF Education-EasyPost              | + 10"    |
| 5                   | Wilco Kelderman          | BORA-hansgrohe                     | z.t.     |
| 6                   | Richard Carapaz          | INEOS Grenadiers                   | z.t.     |
| 7                   | Bauke Mollema            | Trek-Segafredo                     | z.t.     |
| 8                   | Diego Ulissi             | UAE Team Emirates                  | z.t.     |
| 9                   | Andrea Vendrame          | AG2R-Citroën                       | + 14"    |
| 10                  | Mattias Skjelmose Jensen | Trek-Segafredo                     | z.t.     |
|                     |                          |                                    |          |
| 17                  | Mauri Vansevenant        | Quick Step-Alpha Vinyl             | z.t.     |

1e etappe ·
2e etappe ·
3e etappe ·
4e etappe ·
5e etappe ·
6e etappe ·
7e etappe ·
8e etappe ·
9e etappe ·
10e etappe ·
11e etappe ·
12e etappe ·
13e etappe ·
14e etappe ·
15e etappe ·
16e etappe ·
17e etappe ·
18e etappe ·
19e etappe ·
20e etappe ·
21e etappe
Startlijst · Eindstanden · Afbeeldingen